# Basura (banda catalana)
Basura fue un grupo de punk rock de Cataluña, formado en Barcelona en 1977 en los inicios del punk español. El grupo se creó en torno a la figura del guitarrista Panotxa, quien posteriormente continuaría su carrera en otras formaciones, como Ultratruita. Aunque la banda duró unos escasos 6 meses, la impronta de Basura aparece en la bibliografía de la época como Música moderna escrito en 1981 por Fernando Márquez (El Zurdo) o El pop español de 1984 por Diego Silva. 
También se relata, en el más reciente Bar-celona, on the rocks 2, su actuación en el  1.º Festival Punk de Barcelona de 1977. Dicho histórico evento tuvo lugar en l'Aliança del Poblenou y en él actuaron, además de Basura, Ramoncín, Peligro, La Banda Trapera del Río y Mortimer.
Existió otra banda con el nombre Basura, originaria del País Vasco en los 80.

## Integrantes
- Joan Garcia, Panotxa
- Jordi Golmayo
- Groc
- Ferran Bauló
- Ferdi

## Discografía
- No seas lesbiana, mi amor/Esperando en la puerta del WC, 1977, Belter